# Barnyard
Barnyard (conocida como La granja en Hispanoamérica y El corral, una fiesta muy bestia en España) es una película  germano-estadounidense, del género de animación estrenada el 14 de agosto de 2006, producida por Paramount Pictures y Nickelodeon Movies, y dirigida por Steve Oedekerk. De esta película nació una serie derivada titulada Back at the Barnyard y transmitida por Nicktoons.

## Sinopsis
La historia se desarrolla en una granja de California. Siempre cuando el granjero no está, los animales de la granja se levantan y caminan en dos patas, viven, hablan y piensan como si fueran humanos y están de fiesta por las noches. El más irresponsable es Otis (Kevin James), una vaca rechoncha que siempre está de fiesta, disfruta cantando, bailando y haciendo travesuras en la granja junto a sus amigos Pipo el ratón (Jeffrey García), Freddy el hurón (Cam Clarke), Peck el gallo (Rob Paulsen) y Cerdo el animal homónimo (Tino Insana). Otis sólo piensa en divertirse con sus amigos y hacer fiestas nocturnas; no tiene ningún respeto por la autoridad, o las reglas dentro y fuera de la granja. Todo lo contrario es su padre adoptivo Ben (Sam Elliott), quien es el líder y patriarca de la granja y cuida de que los animales estén seguros cuando hacen fiestas. Una mañana, Ben no encuentra a Otis, pero luego en la reunión Otis aparece, interrumpiendo a todos con sus travesuras. Luego, Ben les advierte a todos los animales de la reunión que es temporada de coyotes y que estén preparados por si estos los atacan. Luego, les da todas las indicaciones para que estén seguros. Al término de la reunión, Ben tiene una charla con su hijo, donde le dice que nunca será feliz si no deja de fiestear y le aconseja que crezca. Otis no le hace caso y se va a divertir con sus amigos. Ese día, Otis conoce a Daisy, una nueva vaca que recién llega a la granja y está embarazada, y que viene acompañada de otra vaca llamada Bessy.
Esa misma noche, los animales deciden armar una gran fiesta y Ben está encargado de vigilar. Cuando le toca el turno a Otis de hacer guardia, le dice a Ben que lo cubra para poder ir a la fiesta. Ben le cuenta que el día que lo encontró abandonado, vio bailar a las estrellas. Y con esto, el padre le da permiso a su hijo para que se vaya a divertir.
Esa noche, con I won't back down (No me rendiré en español) como música de fondo cantada por Ben, una banda de coyotes ataca el gallinero con su líder Dago (David Koechner) pero antes de que estos pudiesen secuestrar a todos, aparece Ben que lucha con ellos y los espanta. Sin embargo, el líder le muerde en la pierna. Aunque muy malherido, Ben se las arregla para escapar. Al quedar frente a frente con Dago, Ben le perdona la vida y lo deja ir a él y a todos los demás coyotes. Todas las gallinas le aplauden por haberlas salvado del peligro, pero Ben cae exhausto y la gallina Eta (Andy Magoguel) entra al granero y llama a Otis quien va y toma a su padre Ben en sus brazos. Pero cuando Otis fue a ver a su padre ya era tarde; Otis lo mira con tristeza y Ben muere.  
Al día siguiente, el granjero lo entierra y todos los animales van a ponerle flores a su tumba, todos excepto Otis, que se va a estar donde tuvo su última charla con Ben. Allí tiene una visión de cuando era niño y fue a pescar con él. En el granero se reúnen todos los animales, menos Otis, que estaba muy triste por la pérdida de su padre. Después de esto, todos en la granja están de acuerdo en convertir a Otis en su nuevo líder, tarea la cual no desempeña muy bien, lo que desata un caos en la granja, y todos, incluido Otis empiezan una fiesta. Sin embargo, sorpresivamente el granjero descubre a los animales bailando, pero el caballo Milo (Danny Glover) golpea al granjero y todos disimulan para hacerle pensar que todo fue un sueño.
Pasan los días y luego una noche, Otis está tomando de la mano a Daisy y mirando a las estrellas, cuando de pronto los coyotes atacan de nuevo. Otis va a ahuyentarlos, y estos al descubrir que Otis es el hijo de Ben, Dago le revela a Otis que él fue el asesino de Ben, le dicen que se haga de la vista gorda y los deje robar gallinas como ellos quieran, o si no lo matarán a él y a todos los demás. Luego de ir a la tumba de su padre y hablarle, Otis decide irse de la granja, no queriendo permitir que los coyotes roben y tratando de proteger a todos sus amigos, quienes le suplican que no se vaya. Daisy le dice a Otis que si tiene que hacerlo que lo haga, pero que aunque lo haga ella siempre creería en él y le da un beso en la mejilla. Lo que ella no sabía era que Otis estaba confundido, pues sabía que su amor por ella ya era un hecho. En ese momento, Peck aparece y le dice que los coyotes se llevaron a 6 gallinas, por lo que Otis se arma de valor y va a la guarida de los coyotes. Su guarida era un basurero de reciclaje.
Una vez en la guarida, Otis pelea contra todos los coyotes. Uno de ellos le muerde la pierna a Otis y éste cae, pero llegan sus amigos a ayudarle y las vacas locas atropellan a los coyotes con un auto y los aplastan con muchas cosas. En un intento cobarde, el líder de los coyotes se oculta en un autobús y trata de morderle el cuello a Otis lanzándose desde el aire, pero Peck da un poderoso cacareo alertando a Otis, agarra del cuello al coyote líder y le perdona la vida antes de rematarlo, diciéndole: "Nunca más vuelvas", y lo lanza lejos.
Luego, de regreso a la granja, Pipo le dice a Otis que el ternero de Daisy ya está por nacer. Otis quiere estar con ella en ese momento, y roba algunas motocicletas y sus amigos lo siguen. Llegan al granero justo en el momento preciso, y Otis junto a Daisy, ven nacer a un sano ternero macho, y Daisy decide ponerle Ben, en honor al padre de Otis, por lo que Otis decide quedarse y asumir su papel de líder, tal y como su padre quiso. Luego, Otis sale del granero y ve bailar a las estrellas, como lo hacía su padre cuando lo adoptaba.

## Reparto
| Personaje                         | Actor de voz original | Doblaje de Hispanoamérica                    | Doblaje de España                          | Doblaje de Japón |
| --------------------------------- | --------------------- | -------------------------------------------- | ------------------------------------------ | ---------------- |
| Otis, la vaca                     | Kevin James           | Rubén Trujillo                               | Raúl Llorens                               | Akio Ōtsuka      |
| Dago, el coyote                   | David Koechner        | Octavio Rojas                                | Lorenzo Beteta                             | Ryūzō Ishino     |
| Ben, la vaca                      | Sam Elliott           | Sebastián Llapur                             | Héctor Cantolla                            | Junji Majima     |
| Daisy, la vaca                    | Courteney Cox         | Xóchitl Ugarte                               | Catherina Martínez                         | Azumi Asakura    |
| Pipo, el ratón                    | Jeffrey García        | José Antonio Macías                          | Juan Antonio Soler                         | Asuka Nishi      |
| Puerco, el cerdo                  | Tino Insana           | Jorge García                                 | Francisco Javier Martínez                  | Daisuke Ono      |
| Duke, el perro                    | Dom Irrera            | Víctor DelgadoRicardo Mendoza (tráiler)      | Juan Rueda                                 | Daisuke Kishio   |
| Freddy, el hurón                  | Cam Clarke            | Noé Velázquez                                | Artur Palomo                               | Akio Majima      |
| Pico, el gallo / Topo / Wild Mike | Rob Paulsen           | Alan Prieto / Víctor Ugarte / Ernesto Lezama | Rafa Romero / Álvaro Reina / Gonzalo Abril | Kanata Hongō     |
| Milo, el caballo                  | Danny Glover          | Jorge Santos                                 | Juan Antonio Gálvez                        |                  |
| Bessy, la vaca                    | Wanda Sykes           | Gabriela Gómez                               | Pepa Castro                                | Fairouz Ai       |
| El granjero / Farmer Buyer        | Fred Tatasciore       | Jorge Roldán                                 | Luis Fernando Ríos                         |                  |
| Snotty Boy                        | Steve Oedekerk        | Alexei Mayén                                 | Fernando Cabrera                           |                  |
| Señor Beady                       | Steve Oedekerk        | Juan Carlos Tinoco                           | Julián Rodríguez                           |                  |
| Padre de Snotty Boy               | Steve Oedekerk        | Jesús Cortez                                 | Óscar Castellanos                          |                  |
| Repartidor de pizzas              | Rob Paulsen           | Ernesto Lezama                               | José Javier Serrano                        |                  |
| Repartidor de pizzas              | Steve Oedekerk        | Eleazar Muñoz                                | ¿?                                         |                  |

### Otros actores de voz
- Andie MacDowell ...  Etta, la gallina
- S. Scott Bullock ...  Eddy, la vaca
- John DiMaggio ...  Bud, el vacuno Jersey / Oficial de policía O'Hanlon
- Maurice LaMarche ...  Igg, el vacuno Jersey
- Madeline Lovejoy ...  Maddy, la pollita
- Earthquake (Nathaniel Stroman) ...  Root, el gallo
- Steve Oedekerk ...  Snotty Boy / Señor Beady / Padre de Snotty Boy / Pizza mellizo 2
- Maria Bamford ...  Señora Beady
- Peter Stenstrom ...  La mofeta
- Jill Talley ...  La madre de Snotty Boy
- Lloyd Sherr ... Everett, el perro
- Laraine Newman ... Amiga de Snotty #1
- Katie Leigh ... Amiga de Snotty Boy #2
- Frank Welker ... Los coyotes